# 小卡爾達申卡
46°30′25″N 32°35′16″E / 46.50694°N 32.58778°E
小卡爾達申卡（烏克蘭語：Мала Кардашинка）是位於烏克蘭南部的村莊，由赫爾松州斯卡多夫斯克區的霍拉普里斯坦市鎮負責管轄。該村始建於1785年，面積4.27平方公里，2001年人口1,049，人口密度每平方公里245.8人。